# かるたクイーン
『かるたクイーン』は、NHK総合テレビで2003年1月6日から1月30日まで「NHK夜の連続ドラマ」枠で放送された日本のテレビドラマ。主演は石田ひかり。

## 概要
物語では、競技かるたの女性王者（かるたクイーン）の座に君臨した主人公・倉田春香の競技かるたへの情熱と、春香を取り巻く人たちとの関わり合いを庶民的テイストで描いている。
主人公のモデルは、競技かるたで11連覇を達成した渡辺令恵。
NHK大阪放送局制作であり、2002年以後の「NHK夜の連続ドラマ」枠としては初の東京以外の他の地域局製作の番組だった。
NHKエンタープライズよりDVD-BOXが発売されている。

## 登場人物
倉田春香（くらた はるか）
演 - 石田ひかり
本作のヒロイン。競技かるたの元クイーン。大会を五連覇していた。
山崎亮平（やまざき りょうへい）〈29〉
演 - 山口達也
春香の恋人。都市銀行に勤めるエリート。
倉田昭吾（くらた しょうご）〈52〉
演 - 九十九一
春香の父。東大阪で機械部品を製造する町工場を営んでいる。
倉田美沙子（くらた みさこ）〈47〉
演 - 紅萬子
春香の母。
倉田友也（くらた ともや）〈17〉
演 - 錦戸亮
春香の弟。高枚2年生。サッカー部に所属。
藤堂博（とうどう ひろし）〈25〉
演 - 陣内智則
大阪日報の新米新聞記者。
佐伯若菜（さえき わかな）〈23〉
演 - 真瀬樹里
春香のライバル。春香の六連覇を阻止してクイーン位を奪う。
木下（きのした）
演 - 植野葉子
春香の郵便局での同僚。
喜和（きわ）
演 - タイヘイ夢路
春香ファンの居酒屋のおばあちゃん。
佐伯裕三（さえき ゆうぞう）
演 - 神山繁
若菜の祖父。全日本かるた協会会長。
倉田月乃（くらた つきの）
演 - 野際陽子
春香の祖母。春香を幼少の頃から鍛えあげ、クイーンの座を掴ませた。

## スタッフ
- 作：小松江里子
- 音楽：加羽沢美濃
- 制作統括：若生久朗
- 演出：榎戸崇泰
- 主題歌：今井美樹「微笑みのひと」（EASTWORLD/東芝EMI）
- 制作：NHK大阪放送局

## 放送日程
| 週 | 回      | 放送日            | サブタイトル                | 出典  |
| -- | ------- | ----------------- | --------------------------- | ----- |
| 1  | 1 - 4   | 1月6日 - 1月9日   | しづごころなく 花の散るらむ | [ 2 ] |
| 2  | 5 - 8   | 1月13日 - 1月16日 | われても末に 逢むとぞ思ふ   | [ 3 ] |
| 3  | 9 - 12  | 1月20日 - 1月23日 | 行方もしらぬ 恋の道かな     | [ 4 ] |
| 4  | 13 - 16 | 1月27日 - 1月30日 | 花ぞ昔の 香ににほひける     | [ 5 ] |